# 屈蒙
屈蒙（法語：Cumont，法語發音：[kymɔ̃]）是法国奧克西塔尼大區塔恩-加龙省的一个市镇，属于卡斯泰尔萨拉桑区。

## 地理
屈蒙（43°52'32"N, 0°54'0"E）面积7.35 平方千米，位于法国奧克西塔尼大區塔恩-加龙省，该省份为法国西南部内陆省份，北起顺时针与洛特省、阿韦龙省、塔恩省、上加龙省、热尔省和洛特-加龙省接壤。
与屈蒙接壤的市镇（或旧市镇、城区）包括：卡斯泰龙、佩苏朗、日马特、格拉唐、拉莫特屈蒙、马里尼亚克。

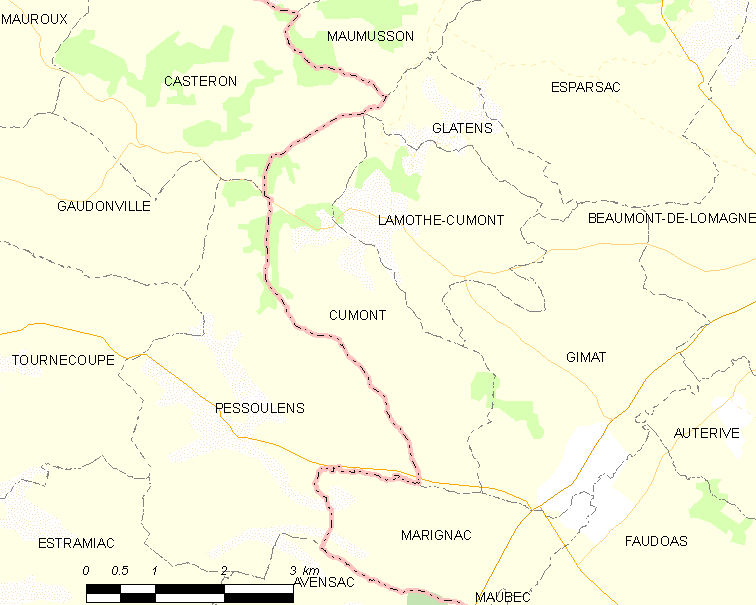
屈蒙的OSM定位图

屈蒙的时区为UTC+01:00、UTC+02:00（夏令时）。

## 行政
屈蒙的邮政编码为82500，INSEE市镇编码为82047。

## 政治
屈蒙所属的省级选区为博蒙德洛马涅县。

## 人口

1962-2008年间屈蒙人口变化图示

屈蒙于2022年1月1日时的人口数量为51人。